# Heliamphora minor
Heliamphora minor là một loài thực vật có hoa trong họ Sarraceniaceae. Loài này được Gleason mô tả khoa học đầu tiên năm 1939.

## Hình ảnh

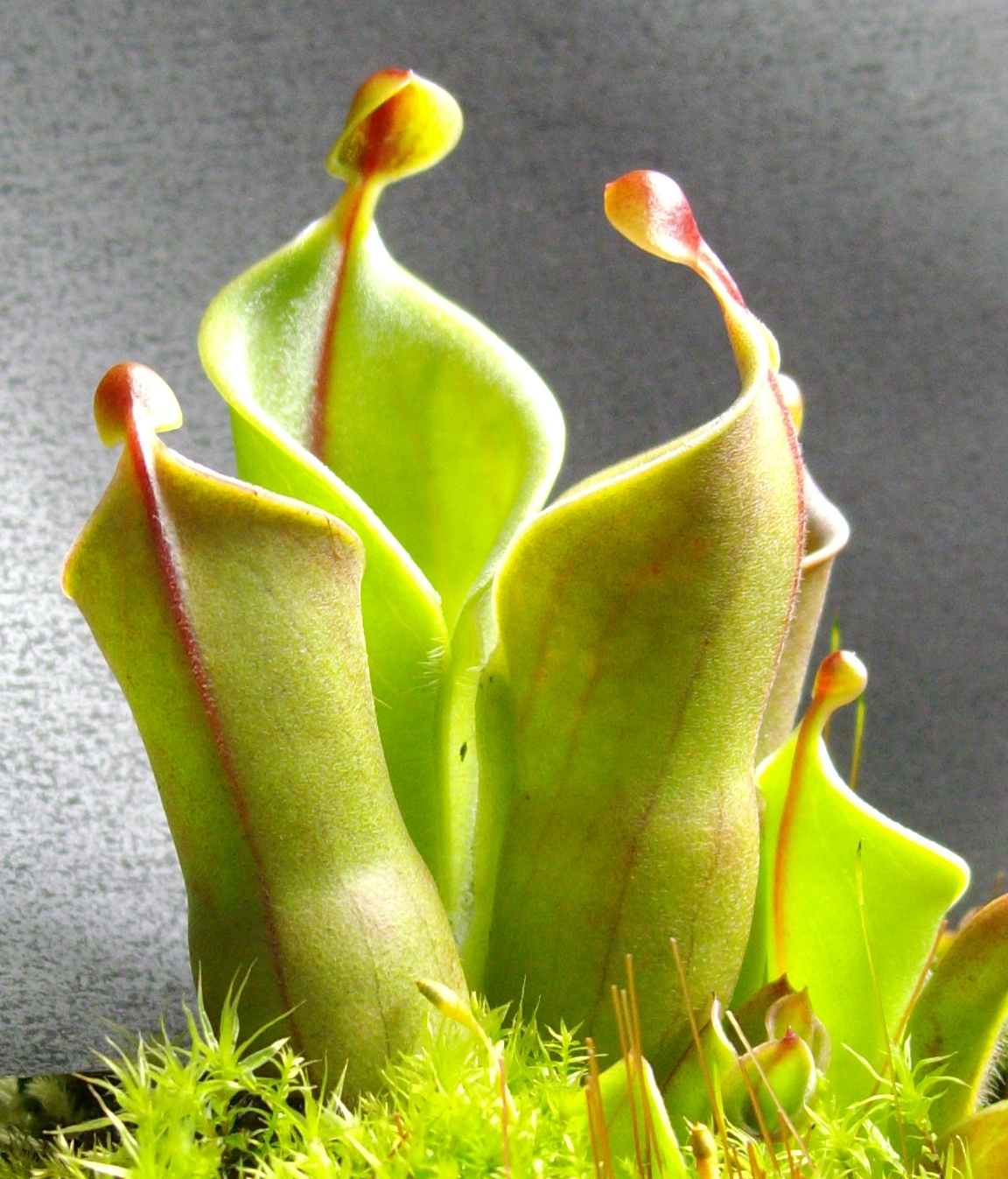
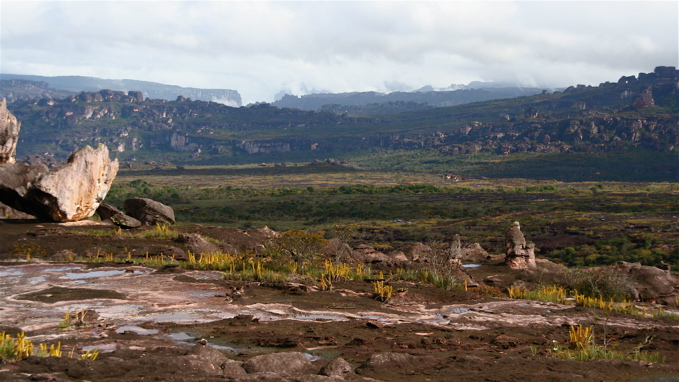
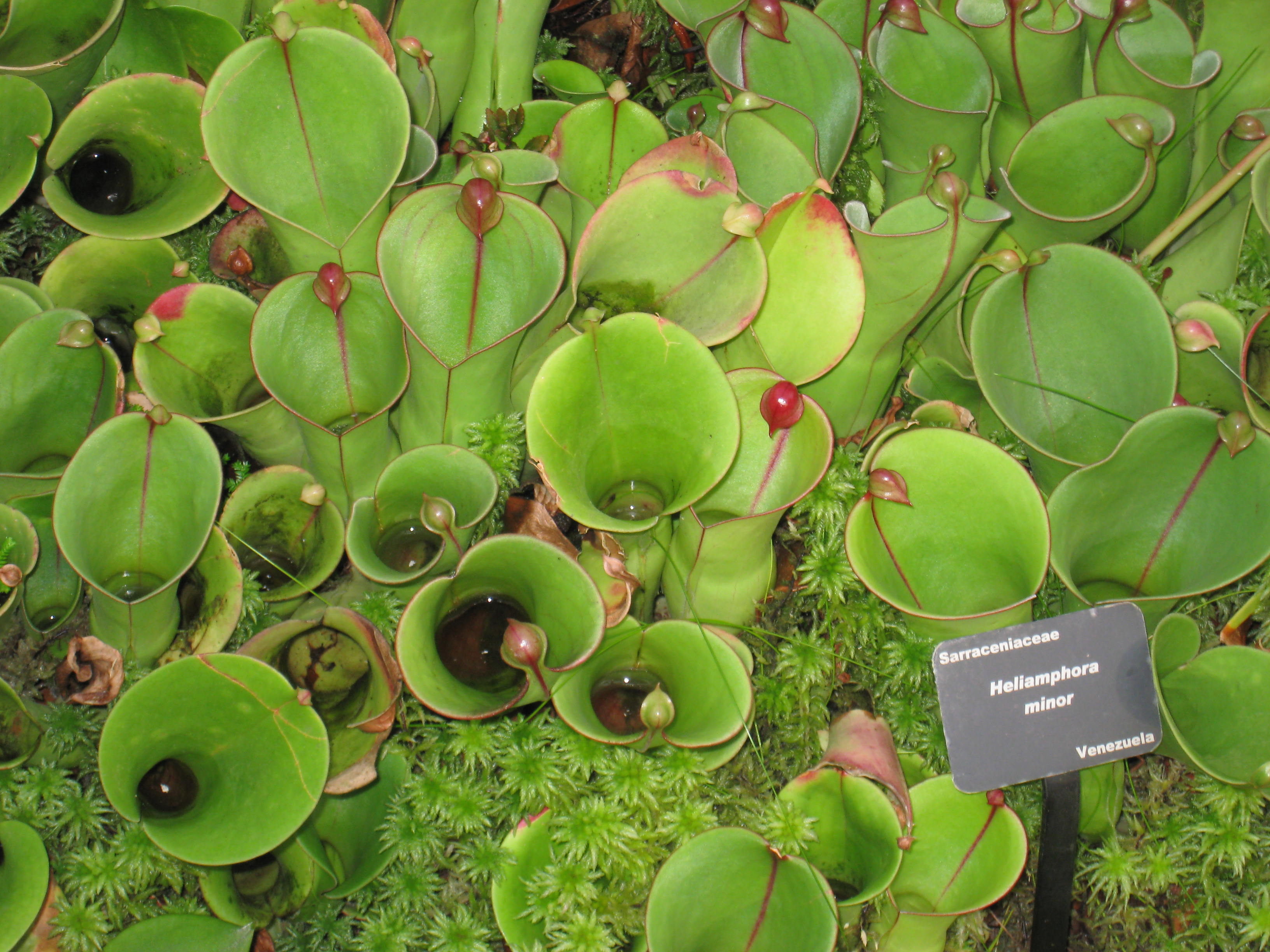
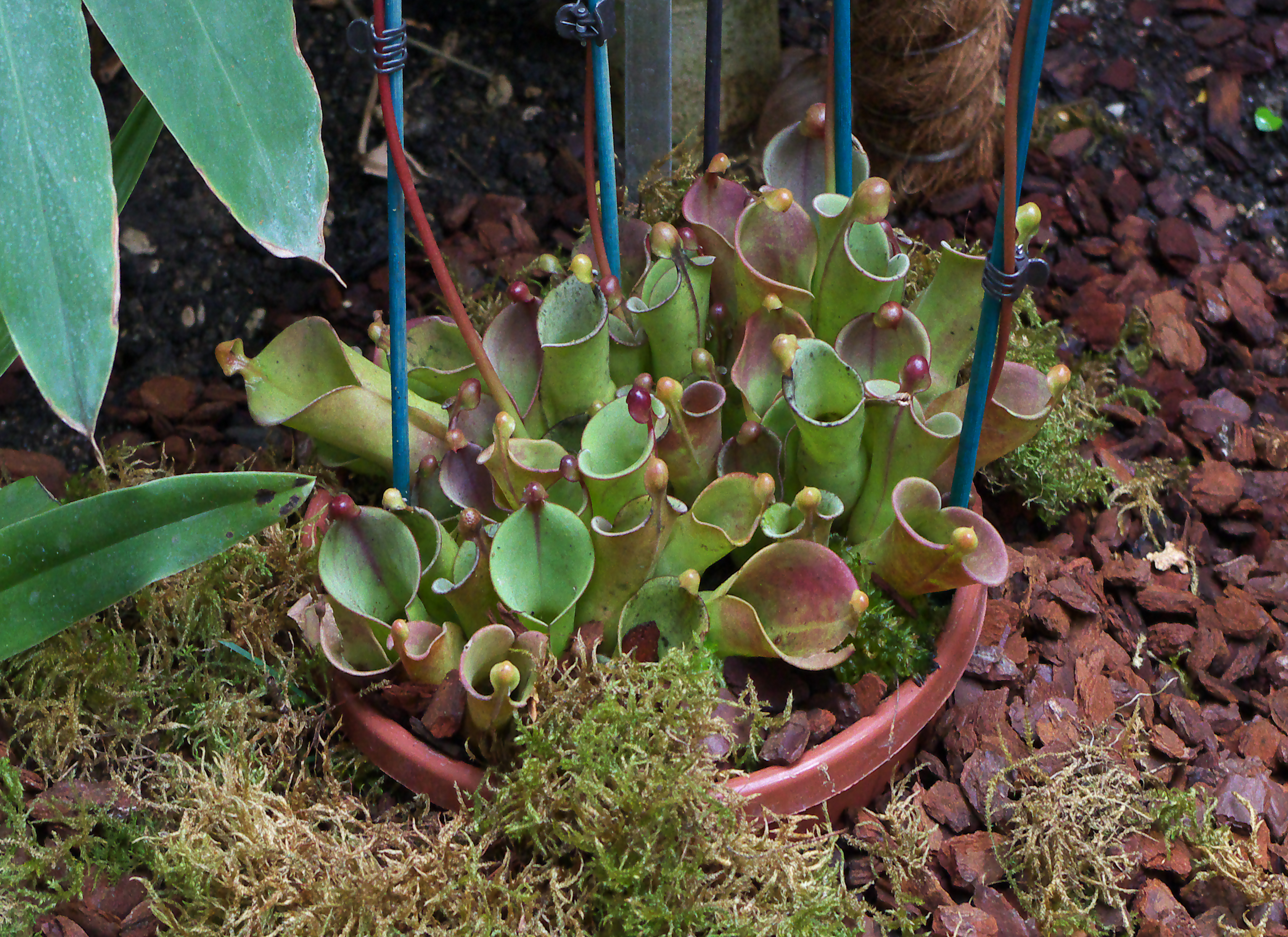